# Peter-Cornelius-Straße (Weimar)
Die Peter-Cornelius-Straße, die nach dem Musikkritiker, Komponisten, Violinisten und Paläobotaniker Peter Cornelius benannt ist, liegt in der Weimarer Westvorstadt. Sie beginnt an der Pfeifferstraße und reicht bis zur Erfurter Straße, wo sie gegenüber dem Berkaer Bahnhof endet. An etwa Mitte der Peter-Cornelius-Straße endet die Brahmsstraße. Die Peter-Cornelius-Straße hat seit 1934 ihren Namen. Für Cornelius übrigens gibt es eine Gedenktafel in der Geleitstraße 5.
Die Peter-Cornelius-Straße steht mit den Nummern 1, 2–8 (nur gerade Hausnummern) auf der Liste der Kulturdenkmale in Weimar (Sachgesamtheiten und Ensembles). Die Wohnhäuser sind aus der Zeit des Art déco.